# Can Manolo
Can Manolo és una casa de la Cellera de Ter (Selva) inclosa a l'Inventari del Patrimoni Arquitectònic de Catalunya.

## Descripció
Edifici de tres plantes i terrassa, dos crugies i coberta d'un sol vessant cap a façana. La casa fa cantonada amb un carreró perpendicular al carrer Figaric. Totes les obertures estan emmarcades de rajol, amb tres o quatre fileres horitzontals quatre o cinc fileres arquejades en forma d'arc rebaixat a la zona de la llinda.
La planta baixa consta d'una porta principal i una finestra rectangulars. Existeixen, en aquest sector, descobertes per la sostracció de l'arrebossat, les restes d'obertures anteriors en forma d'arc de mig punt de rajol a tocar la porta principal.
El primer i el segon pis consten de dues finestes balconades i poc emergents per pis, amb baranes de ferro colat decorades amb motllures i fetes de principis de segle xx.
El ràfec té dos nivells de rajols i motllures i la terrassa, que ocupa tota la teulada, consta de dos sectors de barana de ferro formada per dos barres circulars senzilles i tres grans pilars d'obra pintats de blanc.
La part lateral de la casa està arrebossada de ciment i sense pintar. Aquesta part arriba fins a la façana en forma dentada o emmerletada de dalt a baix.

## Història
El carrer de Figaric és un dels carrers més antics de La Cellera. És paral·lel a l'església pel costat nord i deu el seu nom a la família Figaric, documentada des del segle xiii.